# 马圈子镇
马圈子镇，是中华人民共和国河北省秦皇岛市青龙满族自治县下辖的一个乡镇级行政单位。

## 行政区划
马圈子镇下辖以下地区：
孤山子村、勃椤滩村、二道杖子村、唐杖子村、水胡同村、三义合村、三家村、马圈子村、头道河子村、沈杖子村、三十六滚子村、兴隆沟村、张杖子村、杨杖子村、石杖子村、蒲杖子村和拉拉岭村。